# Nonthaburi Challenger III 2025
Il Nonthaburi Challenger III 2025 è stato un torneo maschile di tennis professionistico. È stata la 13ª edizione del torneo, facente parte della categoria Challenger 75 nell'ambito dell'ATP Challenger Tour 2025, con un montepremi di 100 000 $. Si è giocato dal 13 al 19 gennaio 2025 sui campi in cemento del Lawn Tennis Association of Thailand di Nonthaburi, in Thailandia.

## Partecipanti

### Teste di serie
| Nazionalità | Giocatore          | Ranking* | Testa di serie |
| ----------- | ------------------ | -------- | -------------- |
| Rep. Ceca   | Vít Kopřiva        | 125      | 1              |
| Francia     | Hugo Grenier       | 154      | 2              |
| Monaco      | Valentin Vacherot  | 162      | 3              |
| Stati Uniti | Zachary Svajda     | 165      | 4              |
| Giappone    | Shintaro Mochizuki | 170      | 5              |
| Hong Kong   | Coleman Wong       | 172      | 6              |
| Germania    | Henri Squire       | 178      | 7              |
| Kazakistan  | Dmitrij Popko      | 183      | 8              |

* Ranking al 6 gennaio 2025.

### Altri partecipanti
I seguenti giocatori hanno ricevuto una wild card per il tabellone principale:
- Thanapet Chanta
- Maximus Jones
- Wishaya Trongcharoenchaikul

I seguenti giocatori sono entrati in tabellone come alternate:
- Federico Arnaboldi
- Shintaro Mochizuki
- Wu Tung-lin

I seguenti giocatori sono passati dalle qualificazioni:
- Rio Noguchi
- Francesco Maestrelli
- Clément Tabur
- Rémy Bertola
- Sun Fajing
- Murphy Cassone

## Punti e montepremi
| Torneo    | Torneo              | V     | F     | SF    | QF    | 2T    | 1T  | Q | Q2  | Q1  |
| Singolare | Punti               | 75    | 44    | 22    | 12    | 6     | 0   | 4 | 2   | 0   |
| Singolare | Premi in denaro ($) | 9 880 | 5 820 | 3 450 | 2 000 | 1 165 | 720 | – | 360 | 185 |
| Doppio    | Punti               | 75    | 44    | 22    | 12    | –     | 0   | – | –   | –   |
| Doppio    | Premi in denaro ($) | 4 250 | 2 450 | 1 480 | 880   | –     | 500 | – | –   | –   |

## Campioni

### Singolare
Brandon Holt ha sconfitto in finale  Vít Kopřiva con il punteggio di 6–3, 6–2.

### Doppio
Ray Ho /  Neil Oberleitner hanno sconfitto in finale  Pruchya Isaro /  Wang Aoran con il punteggio di 6–3, 6–4.